# Youssef Kaddioui
Youssef Kaddioui (El Jadida, 28 settembre 1984) è un calciatore marocchino, centrocampista dell'Emirates Club e della Nazionale marocchina.